# Погон Ігор Борисович
Ігор Борисович Погон (нар. 27 липня 1923, Проскурів, УРСР, СРСР — 13 березня 2009, Київ, Україна) — радянський і український звукооператор.

## Біографічні відомості
Народився 27 липня 1923 року у місті Проскурів.
У 1950 році закінчив Київський кінотехнікум. У 1960 році закінчив Ленінградський інститут кіноінженерів.
Був звукооператором кіностудій «Київнаукфільм», «Укранімафільм» і студії «Борисфен».
Був членом Національної спілки кінематографістів України.
Помер 13 березня 2009 року у Києві.

## Фільмографія
Озвучення мультфільмів та науково-популярних фільмів:
- «Веснянка», «Пригоди Перця» (1961)
- «Пушок і Дружок», «Супутниця королеви» (1962)
- «Веселий художник», «Непосида, М'якуш і Нетак» (1963)
- «Невмивака» (1964)
- «Зелена кнопка», «Казка про царевича та трьох лікарів» (1965)
- «Чому у півня короткі штанці» (1966)
- «Нашому тренеру» (1967)
- «Мова тварин» (1967, реж. Ф. Соболєв)
- «Колумб причалює до берега», «Пісенька в лісі», «Як козаки куліш варили», «Розпатланий горобець» (1967)
- «Гімнаст», «На-та-лі!», «Івасик-Телесик», «Осіння риболовля» (1968)
- «Наука про привиди», «Страшний звір», «Містерія-буфф» (1969)
- «Хлопчик і хмаринка», «Як їжачок шубку міняв», «В цьому прекрасному і шаленому світі», «Шахтарський характер» (1970)
- «Зустріч, яка не відбулася», «Про смугасте слоненя», «Ритм задано світу», «Микола Амосов», «Кульбаба — товсті щоки», «Солом'яний бичок» (1971)
- «Бегемот та сонце», «Про порося, яке вміло грати у шашки», «Як жінки чоловіків продавали», «Дріб» (1972)
- «Таємниця країни суниць», «Мишеня, яке хотіло бути схожим на людину» (1973)
- «Оленятко — білі ріжки», «Казка про білу крижинку», «Кіт Базиліо і мишеня Пік», «Людина і слово», «Казка про яблуню» (1974)
- «Парасолька і автомобіль», «Що ти відчуваєш, людино?», «Найдорожчий малюнок», «Обережно — нерви!», «Як їжачок і ведмедик зустрічали Новий Рік», «Найдорожчий малюнок», «Казки про машини», «А нам допоможе робот...» (1975)
- «Козлик та ослик», «Лісова пісня», «Козлик та його горе» (1976)
- «Автокосметика», «Хто в лісі хазяїн?», «Пригоди коваля Вакули», «Госпрозрахунок в дії», «І людина літатиме», «Нікудишко», «Привиди служать людям», «Як песик і кошеня мили підлогу» (1977)
- «Ватажок», «Курча в клітиночку», «Свара», «Якщо падають зірки…», «Як козаки олімпійцями стали» (1978)
- «Київ. Відкриваючи загадки історії», «Коли тобі 17…», «Голубі лани України», «Як козаки мушкетерам допомагали», «Це повинен знати і вміти кожний», «Лінь», «Квітка папороті» (1979)
- «Соняшонок, Андрійко і пітьма» (1980)
- «Ванька Жуков», «Крилатий майстер», «Нещаслива зірка», «Про великих та маленьких» (1981)
- «Журавлик», «Країна Лічилія», «Черевички», «Колосок» (1982)
- «Дерево і кішка», «Жили-були думки», «Солдатська казка», «Людина в футлярі», «Люди і дельфіни» (т/ф) (1983)
- «Колискова», «Двоє справедливих курчат», «Джордано Бруно», «Казка про карасів, зайця і бублики» (1984)
- «Дівчинка та зайці», «Ненаписаний лист», «Людина і лев», «Сонечко і снігові чоловічки» (1985)
- «Ґаврош» (1986)
- «Біла арена», «Вікно», «Пісковий годинник», «Старий швець» (1987)
- «Де ти, мій коню?..», «Їжачок і дівчинка», «Розгардіяш», «Ой, куди ж ти їдеш?» (1988)
- «Недоколисана», «Три Паньки», «Неслухняна мама» (1989)
- «Навколо шахів» (1990)
- «Три Паньки хазяйнують» (1990)
- «Три Паньки на ярмарку» (1991)
- «Кривенька качечка» (1992)
- «Зійди на гори Київські» (1992, реж. В. Соколовський)
- «Ласкаво просимо» (1993)
- «Різдвяна казка» (1993)
- «Муві-няня» (1994)
- «Зима Надії», «Вій» (у співавт.), «Благославляю і молюся» (1996) та ін.